# Gustave de Martinel
Pour les articles homonymes, voir Martinel.
Gustave de Martinel, né le 30 octobre 1813 à Chambéry (Mont-Blanc) et mort le 25 janvier 1901 dans cette même ville (Savoie), est un homme politique savoyard, puis français de la seconde moitié du XIXe siècle.

## Biographie

### Origines
François Gustave Joseph de Martinel est né le 30 octobre 1813 à Chambéry, alors dans le département du Mont-Blanc. Le duché de Savoie a été annexé par la France en 1792.
Sa mère, veuve d'Alban, un colonel tué en 1813 à la bataille de Lutzen, s'est remariée avec le général Gabriel de Launay,. Son oncle, Joseph-Français-Marie de Martinel, lui lègue le château de Martinel, à Cognin.
La Savoie redevient une possession du royaume de Sardaigne à partir de 1815.
Il épouse le 15 février 1843 Alexandrine Gertrude Clémentine de Crousaz-Cretet, fille du baron Crousaz-Crétet.

### Carrière
La Constitution de 1848 ouvre de nouvelles perspectives politiques. Gustave de Martinel est élu député conservateur du duché de Savoie, pour le collège d'Aix en avril 1848, lors de la Ire législature du Royaume de Sardaigne. Il se maintient dans ce mandat jusqu'à la VIIe législature, marquée par la cession du duché de Savoie à la France impériale.
Lors des débats sur la réunion du duché à la France, il fait partie de la délégation de 41 savoisiens (nobles, bourgeois, officiers ministériels). La délégation menée par le comte Amédée Greyfié de Bellecombe, comprend pour la province de Chambéry, les conseillers provinciaux Louis Bérard, Maurice Blanc, Ernest de Boigne, les barons Frédéric d'Alexandry d'Orengiani et Louis Girod de Montfalcon, ainsi que Charles Bertier, Alexis Falcoz, Pierre-Louis Besson, l'avocat Antoine Bourbon, le docteur Dardel, Jacques Prosper Degaillon, Charles François, Félix Gruat, Pierre Viviand, Savey-Guerraz et le major de la Garde nationale Vuagnat. La province d'Annecy est représentée par les députés Albert-Eugène Lachenal, Joseph Ginet (Rumilly), Hippolyte Pissard (Saint-Julien) et Jacques Replat (Annecy), accompagnés par Claude Bastian (ancien député de Saint-Julien), Dufour, les barons Scipion Ruphy (Annecy) et Jules Blanc (Faverges), François Bétrix (directeur de la Banque de Savoie), le docteur Descotes, Magnin, Masset, Alexis Rollier. À noter que le Chablais, plutôt favorable à un rapprochement avec la Suisse voisine n'envoie qu'Édouard Dessaix, Félix Jordan, François Ramel et Gustave Folliet favorables à l'Annexion, menée par le comte Amédée Greyfié de Bellecombe et envoyée auprès de l'Empereur Napoléon III.
Dans le cadre du Second Empire, il est élu conseiller général du canton de La Motte-Servolex en 1860, où il reste en place jusqu'en 1871.

## Décorations
Chevalier de la Légion d'honneur